# طوطی زرین‌پر
طوطی زرین‌پر (نام علمی: Leptosittacabrani ckii) یک گونه طوطی نوگرمسیری از خانواده طوطیان راستین است که متعلق به سرده تک‌نماد Leptosittaca است. این گونه تا حدودی شبیه دم‌قیفی‌ها در جنگل‌های کوهستانی معتدل نمناک، به ویژه با کاج بودا، در دامنه شرقی آند در کلمبیا، اکوادور و پرو یافت می‌شود. به‌طور کلی دارای جمعیت محلی و نامعمول است. نابودی زیستگاه آن را تهدید می‌کند. پاکسازی جنگل‌های مرتفع به دلایل کشاورزی، تأثیر زیادی بر از نابودی زیستگاه این گونه طوطی دارد. وجود چنین زیستگاه‌هایی باعث کاهش جمعیت طوطی زرین پر در آمریکای جنوبی خواهد شد. این تنها گونه طوطی شناخته شده‌ای است که می‌تواند اشعه ماوراء بنفش را تشخیص دهد.
این طوطی به رنگ سبز با پهلوهای زرد است. در زیر حلقه چشمی سفیدش، یک نوار چشمی نازک زرد و بلند دارد.